# Paul Ayroles
Pour les articles homonymes, voir Ayroles.
Paul Ayroles, né en 1731 à Saint-Chignes (Gramat) et mort le 20 juin 1795 à Clermont-Ferrand, est curé de Reyrevignes et député du clergé de la sénéchaussée du Quercy à Cahors dans le Lot aux états généraux de 1789.

## Biographie
Paul Ayroles est le quatrième enfant d'Antoine Ayroles et Jeanne de Vabre.
Ordonné prêtre en 1755, il devient curé de Reyrevignes en 1756.
Son rôle politique est court et obscur. Durant les états généraux de 1789, Mirabeau l'appelle la sainte Relique du Quercy. Il soutient l'Ancien Régime et ne prête pas serment à la Constitution civile du clergé le 4 janvier 1791.
À la fin des travaux de l'Assemblée le 30 septembre 1791, il retourne dans sa paroisse où il a été remplacé. À la suite du décret du 26 mai 1792 qui menace de déportation les prêtres réfractaires, il fuit en Auvergne en juin 1792 et s'installe à Mont-Dore sous le nom de docteur Paul. 
En avril 1793, il est arrêté à Besse et emprisonné à Clermont-Ferrand. Il meurt en prison le 20 juin 1795.

## Titres et fonctions
- Curé de Reyrevignes.
- Député du clergé de la sénéchaussée du Quercy à Cahors.